# 東片端ジャンクション
東片端ジャンクション（ひがしかたはジャンクション）は、愛知県名古屋市東区にある名古屋高速道路都心環状線と1号楠線が接続するジャンクションである。

## 概要
都心環状線が時計回り一方通行であるため、1号楠線から来た車は全て東新町方面へ直通する。東片端入口（名古屋高速1号楠線）も併設されている。

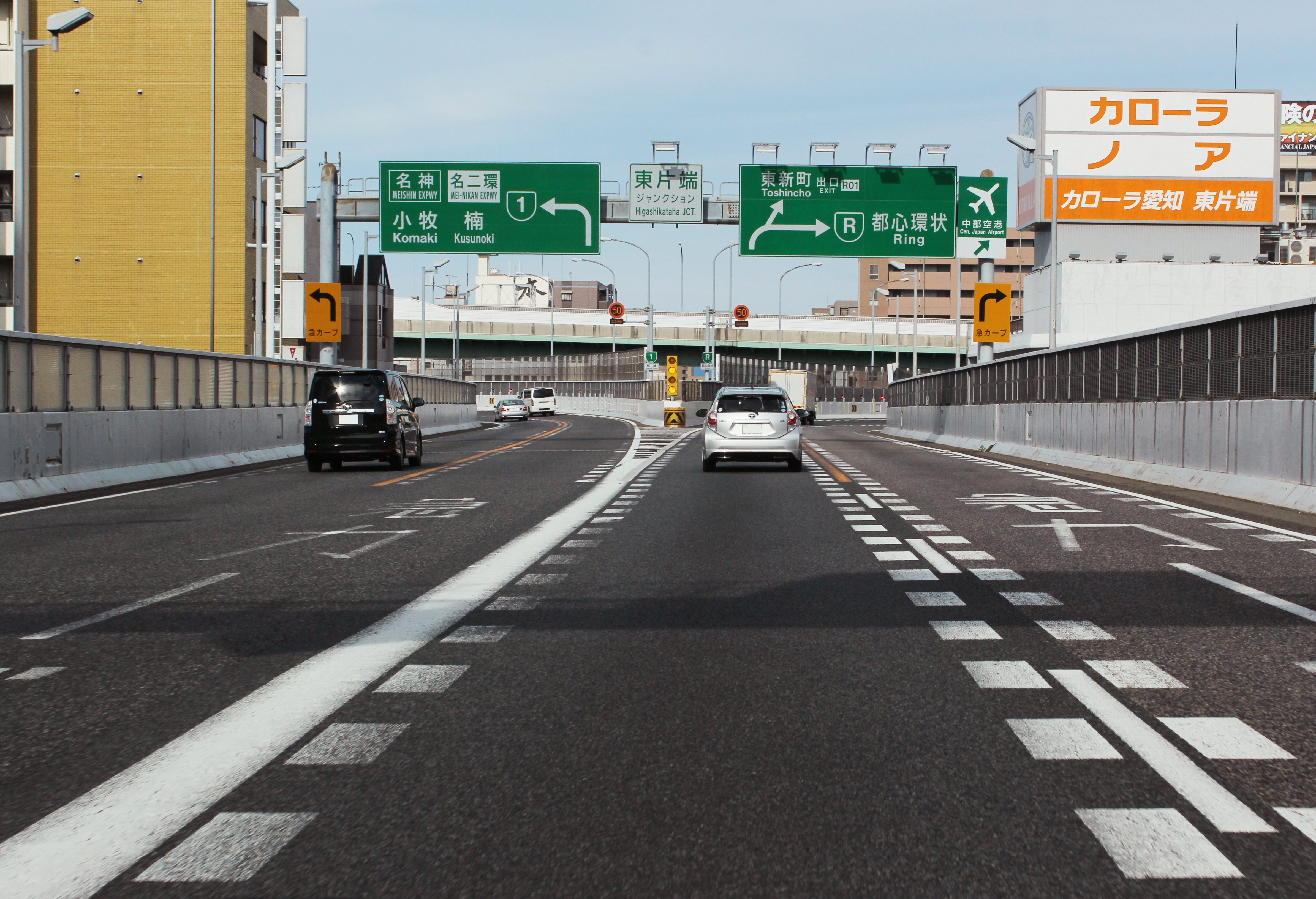
都心環状線と1号楠線との分岐部

## 道路
- 名古屋高速都心環状線
- 名古屋高速1号楠線（起点）

## 歴史
- 1995年（平成7年）9月19日：開通。

## 隣
名古屋高速都心環状線
(R08) 丸の内入口 - 東片端JCT - (R01) 東新町出口
名古屋高速1号楠線
東片端JCT - (101) 東片端入口 - (102,103,112,113) 黒川出入口